# Société de la propriété artistique des dessins et modèles
La Société de la propriété artistique des dessins et modèles (SPADEM) était une Société de gestion des droits d'auteur.
À la suite de nombreuses difficultés et du départ de la succession Picasso, elle est dissoute en 1995. 
La plupart des auteurs ou des successions se sont alors retournés vers sa concurrente l'ADAGP qui avait été fondée dès 1953 par René Iché et Marc Chagall notamment.
Aujourd'hui, les papiers de l'association sont conservés aux Archives nationales sous la cote 123 AS.